# Рейд (морський)

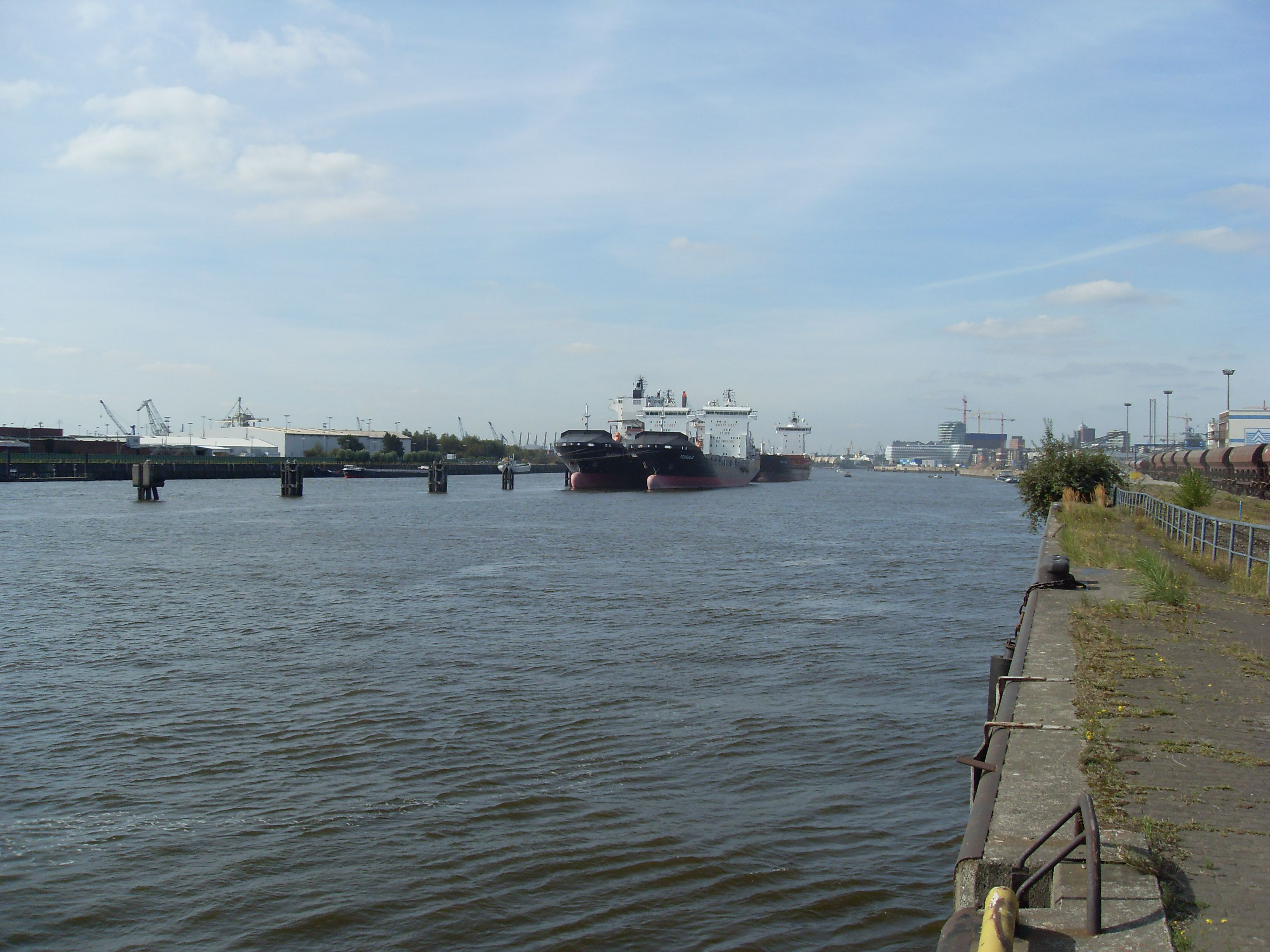
Судно на рейді

Рейд (від нід. rede) — прибережний водний простір поблизу порту, придатний для стоянки суден на якорі.
Рейди порту поділяються на внутрішні та зовнішні.
- Внутрішній рейд — частина акваторії порту для відстою суден та виконання вантажно-розвантажувальних операцій в межах встановлених портом;
- Зовнішній рейд — частина акваторії порту за межами внутрішнього рейду; район якірної стоянки — водний простір в межах акваторії порту, що використовується для стоянки суден на якорі в очікуванні заходу в порт, проведення фарватерами та каналами, проведення рейдових вантажно-розвантажувальних робіт, виконання формальностей, здійснення яких під час приходу, стоянки або відходу суден вимагає чинне законодавство.[2]

Рейд вважається відкритим, якщо він не захищений від вітру і хвилювання хоча б з одного напряму. Рейд, розташований у добре захищеній бухті, називається закритим.